# Aaron Armstrong
Aaron Nigel Armstrong (Houston, 14 ottobre 1977) è un velocista trinidadiano, vincitore di una medaglia d'oro ai Giochi olimpici di Pechino 2008 nella staffetta 4x100m, gareggiando in batteria.

## Palmarès
| Anno | Manifestazione          | Sede        | Evento      | Risultato | Prestazione | Note                                     |
| ---- | ----------------------- | ----------- | ----------- | --------- | ----------- | ---------------------------------------- |
| 2005 | Campionati CAC          | Nassau      | 200m        | Argento   | 20"35       |                                          |
| 2005 | Campionati CAC          | Nassau      | 4x100m      | Oro       | 38"47       |                                          |
| 2006 | Giochi del Commonwealth | Melbourne   | 200m        | 5º        | 20"61       |                                          |
| 2008 | Giochi olimpici         | Pechino     | 4x100m      | Oro       | 38"06       | [ 1 ]                                    |
| 2008 | Campionati CAC          | Cali        | 4x100m      | Oro       | 38"54       |                                          |
| 2009 | Mondiali                | Berlino     | 200 m piani | Batteria  | 21"38       | Miglior prestazione personale stagionale |
| 2010 | Giochi del Commonwealth | Nuova Delhi | 100m        | Bronzo    | 10"24       |                                          |
| 2011 | Campionati CAC          | Mayagüez    | 4x100m      | Argento   | 38"89       |                                          |
| 2011 | Mondiali                | Taegu       | 100 m piani | Batteria  | 10"48       |                                          |
| 2011 | Mondiali                | Taegu       | 4×100 m     | 6º        | 39"01       |                                          |